# Новопашенный, Пётр Алексеевич
Пётр Алексеевич Новопашенный (1881—1950) — русский морской офицер. Участник Белого движения на Северо-Западе России.

## Биография
Родился 6 марта 1881 года в семье Алексея Дмитриевича Новопашенного.
В 1902 году окончил Морской кадетский корпус. В кампании 1902 года служил исполняющим должность ревизора на балтийском броненосце береговой обороны «Адмирал Грейг», в 1903 году был в охране острова Тюлений. Вахтенный начальник на броненосце «Севастополь» в Порт-Артуре (до 13 марта 1904 года), участвовал в бою с японским флотом 27 января 1904 года. С марта того же года состоял в распоряжении заведующего минной обороной контр-адмирала М. Ф. Лощинского, затем служил на мореходной канонерской лодке «Сивуч» в Инкоу. С 6 августа 1904 года — вахтенный офицер, затем исполняющий должность ревизора крейсера «Россия» во Владивостоке и при возвращении на Балтику.
Старший флаг-офицер штаба командующего 2-м отрядом минных судов балтийского моря (12 ноября 1907 — 30 июля 1908).
В 1910 году окончил гидрографическое отделение Николаевской морской академии. С 10 января 1911 по 11 марта 1913 года состоял при Николаевской главной астрономической лаборатории, в кампании 1912 года являлся производителем гидрографических работ в Отдельной съёмке Балтийского моря.
Командир гидрографического транспорта «Вайгач», помощник начальника Гидрографической экспедиции Северного Ледовитого океана Б. А. Вилькицкого. Экспедиция впервые прошла по Северному морскому пути из Владивостока в Архангельск, открыв Землю императора Николая II (ныне — Северная Земля), остров Цесаревича Алексея (Малый Таймыр) и остров Старокадомского.
Во время Первой мировой войны — командир эсминцев «Десна» (с 23 ноября 1915 года) и «Константин» (29 февраля — 31 октября 1916 года). С 7 декабря 1916 года — помощник начальника службы связи и дешифровки Балтийского моря вице-адмирала Непенина А. И.
После Октябрьской революции служил на Красном флоте. В апреле 1918 года участвовал в переговорах между германским морским командованием и делегацией Балтийского флота о положении флота в Гельсингфорсе. В начале 1919 года — главный редактор журнала «Морской сборник». В июле того же года бежал из Петрограда и присоединился к Северо-Западной армии (СЗА) Юденича. Начальник отдела разведки и контрразведки СЗА, находился в Ревеле
В 1920—1921 годах работал в Гринвичской обсерватории, затем проживал в Германии. С середины 1930-х годов — дешифровальщик в гитлеровской армии. В 1943 году дешифровал 10 радиограмм резидентуры советского разведчика Шандора Радо в Женеве, что способствовало ликвидации этой разведгруппы.
Был арестован советскими спецслужбами в 1945 году в Ринглебене (Тюрингия). Умер в пересыльном лагере под Оршей в октябре 1950 года.

## Награды
- орден Святой Анны 4-й степени (05.07.1904)
- орден Святой Анны 3-й степени с мечами и бантом (12.08.1907)
- орден Святой Анны 2-й степени (12.11.1915)
- орден Святого Владимира IV степени (6.12.1913)